# Воронін Валерій Іванович
Валерій Іванович Воронін (рос. Валерий Иванович Воронин; 17 липня 1939 — 22 травня 1984) — радянський футболіст. Півзахисник і захисник. Усю професіональну кар'єру провів у «Торпедо» (Москва). Провів 66 ігор (5 м'ячів) за збірну СРСР. Чемпіон Радянського Союзу 1960, 1965, володар Кубка Радянського Союзу 1960. Учасник чемпіонату світу 1962 (увійшов до символічної збірної за підсумками турніру), віце-чемпіон Європи 1964, півфіналіст чемпіонату світу 1966. Заслужений майстер спорту (1964). Футболіст року в СРСР 1964 і 1965 років.
Один із символів московського «Торпедо» та найкращих гравців в історії радянського футболу, ввійшов до символічної збірної СРСР за 50 років, оприлюдненої 1967 року.

## Життєпис
Почав грати у футбол 1952 у дитячій команді заводу «Каучук», з того ж року в московському «Торпедо». У 1954—1955 роках — у ФШМ (Москва).
За головну команді «Торпедо» (Москва) дебютував 1958 року.
У сезоні 1960, коли «Торпедо» вперше в історії стало чемпіоном країни, 21-річний Воронін уже був гравцем основного складу молодої команди під керівництвом Віктора Маслова, найстарший гравець якої мав лише 26 років. Того ж року автозаводський колектив здобув Кубок СРСР. У півзахисті сформувалася пара Воронін-Маношин, де перший вражав працездатністю та старанністю, а другий — віртуозністю роботи з м'ячем. Номінально Валерій був півзахисником, але коли команда оборонялася, він відходив назад, фактично на місце стопера, а під час атаки «пружина випрямлялася».
4 вересня 1960 року вперше вийшов у складі національної збірної — гра Австрія-СРСР завершилась поразкою гостей з рахунком 3:1. За підсумками сезону 1960 Валерій Воронін увійшов до списку 33 найкращих футболістів країни — № 2 на позиції правого півзахисника.
Учасник чемпіонату світу 1962 року в Чилі, де збірна Союзу вийшла з групи, але в 1/4 фіналу поступилася господарям з рахунком 1:2. Воронін провів усі 4 матчі, а яскрава гра дозволила йому ввійти до символічної збірної турніру.
Фінальний турнір чемпіонату Європи 1964 проходив в Іспанії: у півфіналі 17 червня СРСР розгромив Данію 3:0 (Воронін забив перший гол на 19 хв.), а 21 червня на «Сантьяго Бернабеу» в Мадриді за підтримки понад 79 тисяч уболівальників збірна Іспанії перемогла команду Радянського Союзу, що була тогочасним володарем трофею.
1964 року в складі збірної УЄФА зіграв поєдинки проти Скандинавії та Югославії.
1965 року «Торпедо» вдруге виграло чемпіонат Радянського Союзу, а Вороніна другий рік поспіль назвали найкращим футболістом СРСР за опитуванням тижневика «Футбол».
Тричі півзахисник «Торпедо» був серед претендентів на «Золотий м'яч» — 10-е місце в опитуванні 1964 року, 8-10-е (1965) і 11-12-е місця (1966).
На чемпіонаті світу 1966 року в Англії «сборная» досягла найвищого успіху в історії, дійшовши до півфіналу, а Воронін провів на полі 5 із шести поєдинків турніру. Наприклад, у матчі проти збірної Угорщини він вдало діяв у захисті проти форварда Флоріана Альберта, майбутнього володаря «Золотого м'яча» 1967. Деякі оглядачі знову назвали Вороніна серед 11 найкращих футболістів чемпіонату світу.
Універсальний футболіст, що міг діяти як у середині поля, так і в обороні чи атаці. Технічний гравець атлетичної статури, добре бачив поле, володів точним пасом і ударом, майстерно грав головою.
На думку нападника «Торпедо» тих років Валентина Іванова та журналіста Олександра Ніліна англійський чемпіонат світу став вершиною для Вороніна, після якої пішов постійний спад і дедалі більші проблеми з дисципліною та ігровою формою.
1968 року за чергове порушення дисципліни головний тренер збірної Михайло Якушин відрахував гравця з національної команди. Це було на тренувальних зборах перед фінальними іграми чемпіонату Європи 1968. Невдовзі сталася жахлива трагедія — чорна «Волга» футболіста, яку той придбав за преміальні від чемпіонату світу, на великій швидкості врізалася у вантажний автомобіль. Лікарі ледь урятували життя Вороніна, він пережив клінічну смерть. Попри численні травми, зокрема обличчя, 1969 року футболіст повернувся до основного складу «Торпедо». Того сезону він провів 8 ігор і забив 2 м'ячі, але наблизитися до колишнього високого рівня гри не зумів.
Після завершення футбольних виступів працював на Заводі імені Лихачова, однак продовжував страждати на алкоголізм. Упродовж 1970—1978 років тренував цехові футбольні команди ЗІЛа.

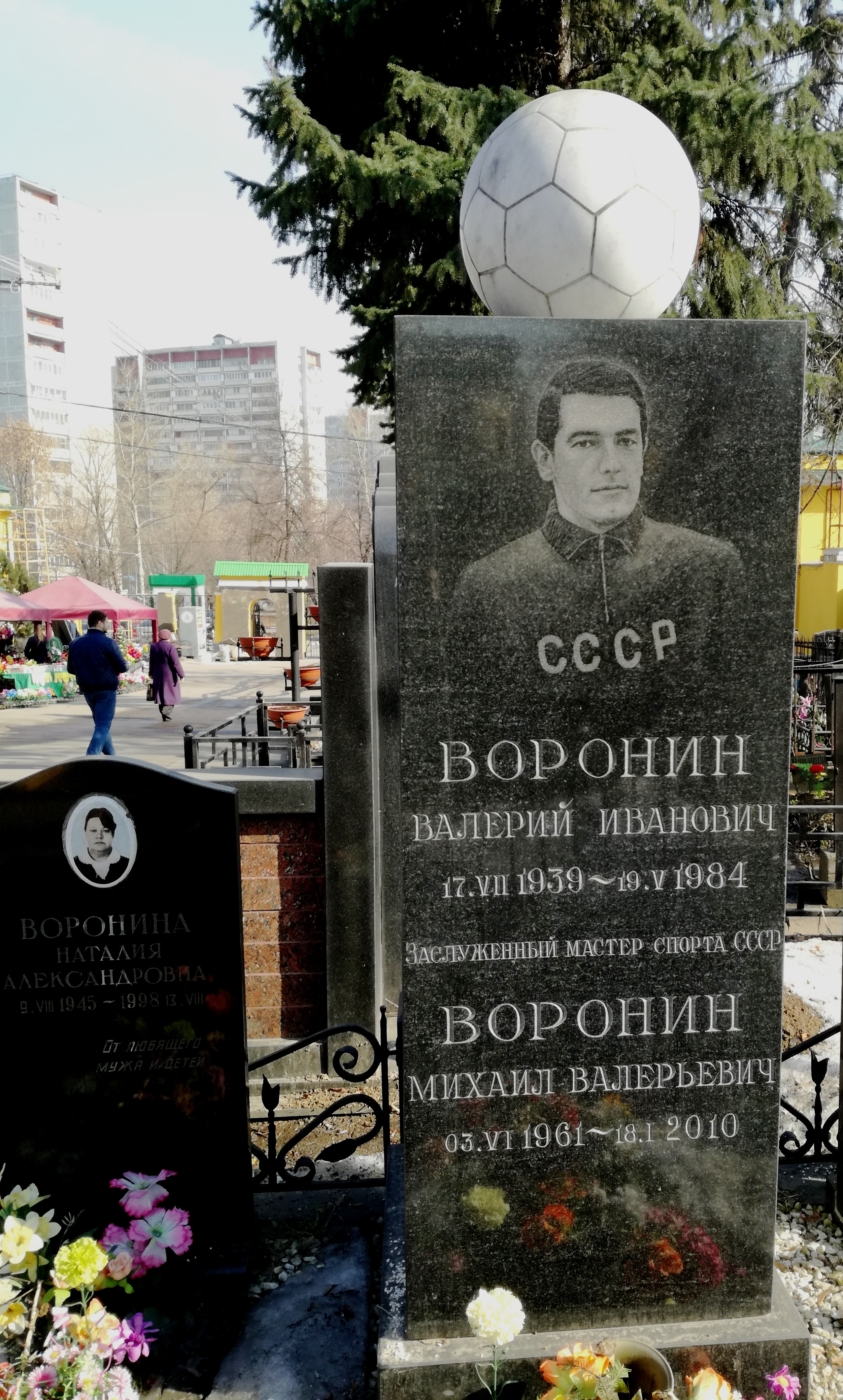

Загинув за загадкових обставин — його тіло знайшли біля Варшавських лазень 22 травня 1984. Похований на 23-й ділянці Даниловського кладовища в Москві, на надгробку датою смерті вказано 19 травня.

## Особисте життя
Окрім футбольного таланту, Валерій Воронін відзначався також «зовнішністю кіногероя»: був «голівудським красенем» виразно південноукраїнського типу (сім'я Вороніних переїхала до Москви з Одеси). Відомий режисер Марлен Хуцієв мав бажання зняти Вороніна у головній ролі в фильмі «Июльский дождь», від чого той відмовився через напружений графік змагань і тренувань.
Воронін цікавився західним стилем життя, модою, розмовляв англійською мовою. Брав участь у вечорах творчої інтелігенції, став улюбленцем журналістів. Симпатичний і популярний футболіст мав популярність у жінок, його називали Аленом Делоном радянського футболу. Гравець часто порушував спортивний режим, міг гуляти у барах і ресторанах навіть перед відповідальними іграми, зловживав спиртним.
Був двічі одружений. Перша дружина — Валентина Птіцина, балерина з танцювального ансамблю «Берізка». Мали сина та доньку. Другою дружиною була Марія — робітниця ЗІЛа, де працював також Воронін після завершення футбольної кар'єри.

## Статистика
Статистика виступів у складі «Торпедо» у класі «А» та в збірній СРСР.
| Рік  | Чем- піонат | Чем- піонат | Кубок | Кубок | Збірна | Збірна | Євро- кубки | Євро- кубки | Зага- лом | Зага- лом |
|      | М           | Г           | М     | Г     | М      | Г      | М           | Г           | М         | Г         |
| ---- | ----------- | ----------- | ----- | ----- | ------ | ------ | ----------- | ----------- | --------- | --------- |
| 1958 | 2           | 0           | 0     | 0     | —      | —      | —           | —           | 2         | 0         |
| 1959 | 6           | 0           | 1     | 0     | —      | —      | —           | —           | 7         | 0         |
| 1960 | 29          | 4           | 3     | 0     | 1      | 0      | —           | —           | 33        | 4         |
| 1961 | 26          | 3           | 4     | 0     | 10     | 1      | —           | —           | 40        | 4         |
| 1962 | 11          | 0           | 1     | 0     | 7      | 0      | —           | —           | 18        | 0         |
| 1963 | 38          | 1           | 1     | 0     | 4      | 0      | —           | —           | 43        | 0         |
| 1964 | 33          | 5           | ?     | 0     | 7      | 2      | —           | —           | 40        | 7         |
| 1965 | 30          | 7           | 0     | 0     | 11     | 1      | —           | —           | 41        | 8         |
| 1966 | 8           | 2           | 2     | 0     | 12     | 1      | 2           | 0           | 24        | 3         |
| 1967 | 24          | 1           | 2     | 0     | 10     | 0      | 4           | 1           | 40        | 2         |
| 1968 | 4           | 1           | ?     | ?     | 4      | 0      | 1           | 0           | 9         | 1         |
| 1969 | 8           | 2           | ?     | ?     | —      | —      | 0           | 0           | 8         | 2         |
| Сума | 219         | 26          | 14    | 0     | 66     | 5      | 7           | 1           | 306       | 32        |

## Титули та досягнення
- Чемпіон Радянського Союзу (2): 1960, 1965;
- Кубок Радянського Союзу: 1960;
- Учасник чемпіонату світу 1962 (увійшов до символічної збірної за підсумками турніру), півфіналіст чемпіонату світу 1966 (деякі оглядачі включали його в символічну збірну турніру);
- Віце-чемпіон Європи: 1964
- Футболіст року в СРСР 1964 і 1965 років;
- У списках 33-х найкращих — 6 разів (усі на позиції правого півзахисника): 1960 — № 2, 1961 — № 1, 1963 — № 1, 1964 — № 1, 1965 — № 1, 1966 — № 2.